# 54237 Хіросіманабе
54237 Хіросіманабе (54237 Hiroshimanabe) — астероїд головного поясу, відкритий 5 травня 2000 року.
Тіссеранів параметр щодо Юпітера — 3,154.